# Gérard Genette
Gérard Genette, född 7 juni 1930 i Paris, död 11 maj 2018, var en fransk litteraturteoretiker som räknas till samtidens främsta narratologer. År 1967 blev han professor i fransk litteratur vid Sorbonne.
Som student vid École normale supérieure, har Gérard Genette förknippats med strukturalismen och namn som Roland Barthes och Claude Lévi-Strauss av vilka han tog intryck av begreppet ”bricolage”. Ett av hans mest märkbara bidrag till litteraturvetenskapen är att han introducerat retorikens termer, varigenom ”trop” och ”metonymi” numera tillhör den litteraturvetenskapliga vokabulären. Hans rykte vilar främst på hans verk om narratologi och tolkning, och han blir ofta citerad, även om han aldrig hade samma position som Barthes.
Genette var medlem av Socialisme ou Barbarie.

## Verk
Verk som översatts till svenska
- "Fiktionell berättelse, faktisk berättelse ", Tidskrift för litteraturvetenskap 1993, originaltitel "Récit fictionel, récit factuel", kapitel ur Fiction et diction, översättning av Leif Dahlberg
- "Introduktion till arketexten", i Genreteori, originaltitel Introduction à l'architexte, översättning av Thomas Götselius (1997)

Originalverk
- Figures I-III, 1967-70. (delar av Figures III översattes till engelska med titeln Narrative Discourse: An Essay on Method, 1979)
- Mimologiques: voyage en Cratylie, 1976. (översattes till engelska som Mimologics, 1995)
- Introduction à l'architexte, 1979.
- Palimpsestes: La littérature au second degré, 1982.
- Nouveau discours du récit, 1983.
- Seuils, 1987. (översattes till engelska som Paratexts. Thresholds of interpretation, 1997)
- Fiction et diction, 1991.
- L'Œuvre de l'art, 1: Immanence et transcendance, 1994.
- L'Œuvre de l'art, 2: La relation esthétique, 1997.
- Figures IV, 1999.
- Figures V, 2002.
- Métalepse: De la figure à la fiction, 2004.
- Bardadrac, 2006.